# Fonsagrada
Fonsagrada (en gallego y oficialmente: A Fonsagrada)  es un municipio situado al noroeste de España, en la provincia de Lugo, en la comunidad autónoma de Galicia. Se encuentra  a unos 60 kilómetros al este de Lugo. 
Su población a 1 de enero de 2021 era de 3328 habitantes.
Su extensión, de 438,45 kilómetros cuadrados le convierte en el municipio más extenso de Galicia. El núcleo urbano está situado a 952 metros sobre el nivel del mar.
Era conocido hasta 1835 como Concejo de Burón, es lugar de paso del "Camino primitivo", una de las ramas del Camino de Santiago. La festividad local es el 11 de septiembre (Santa María).

## Etimología
Etimológicamente, el nombre procede de "fontem sacratam" o "fuente sagrada", a la que se le atribuían propiedades curativas (es un hidrotopónimo).

## Historia
Abundantes restos prehistóricos en el municipio, como mámoas y castros, atestiguan la antigüedad de la presencia humana en la zona. Se cree que ya había pobladores hace 30.000 años.
Según algunos autores, la historia del pueblo de Fonsagrada se remonta a antes del siglo IV, como estación de un itinerario entre Asturias y Lugo, empleando una vía romana a la que precedían viejos caminos de tiempos remotos.
La historia del lugar gira después en torno al Camino Primitivo de Santiago, que entra en el ayuntamiento por el alto del Acebo atravesando la villa de Fonsagrada, centro de la devoción y visita obligada a la capilla de Santa María, donde existía un albergue y una fuente, cuyo nombre (Fontem Sagrada) podría ser el origen del topónimo de "Fonsagrada". Finalmente, la ruta sale del ayuntamiento por la aldea de Paradavella.
Su localización en la ruta jacobea fundamentó la construcción de varios hospitales de peregrinos, como el de la aldea de Montouto, mandado construir por Pedro I “El Cruel”, a mediados del siglo XIV: el Real Hospital de Santiago de Montouto fue construido al lado de otro más antiguo, que fue regentado por hospitaleros hasta mediados del siglo XX.
El ayuntamiento de Fonsagrada, junto con el de Negueira de Muñiz, formó parte hasta 1835 del Ayuntamiento de Burón, cuya capitalidad ostentaba la villa de la Pobra de Burón, fundada en torno al año 1200.
Hacia mediados del siglo XIV, estas tierras cayeron bajo el dominio de los condes de Trastámara, pasando luego a manos del conde de Altamira (hacia el año 1480). Al largo de la historia, los buroneses libraron una gran lucha contra las cargas y tributos que debían pagar, pero los señores feudales aplacaron las revueltas irmandiñas saliendo victoriosos.
Durante el siglo XIX, la historia de Fonsagrada está ligada a la Guerra de la Independencia y las guerras carlistas de 1833 y 1847. Con el triunfo del régimen liberal, las condiciones de vida de los fonsagradinos no cambiaron sustancialmente. La lucha social a favor de la redención foral fue una constante entre sus gentes.
En 1943 la Diputación provincial elige mayoritariamente  a  su  alcalde Benjamín Álvarez Fernández para el cargo de  procurador en Cortes en la I Legislatura de las Cortes Españolas (1943-1946), representando  a los Municipios de esta provincia.

## Geografía humana

### Organización territorial
El municipio está formado por doscientas noventa y tres entidades de población distribuidas en veintinueve parroquias:
- Allonca[6] (Santa María)[4]
- Arrojo[6]
- Bastida[6] (San Miguel)[4]
- Bruicedo (Santiago)
- Carballido (Santa María)
- Cereixido (Santiago)
- Cuíñas (San Cristobo)[4]
- Fonfría (Santa María Magdalena)[4]
- Fonsagrada (Santa María)[6]
- Freixo (San Xulián)
- Lamas de Campos (San Roque)
- Lamas de Moreira (Santa María)
- Logares[6] (San Andrés)[4][7]
- Maderne (San Pedro)
- Monteseiro (San Bartolomé)[4]
- Neiro (San Pedro)[4]
- Pacios (Santa María)
- Padrón[6] (San Xoán)[4]
- Paradavella (San Xoán)
- Piñeira (Santa María)
- Puebla (Santa María Madalena)[6]
- Río (San Pedro)[6]
- Suarna (San Martín)[6]
- Trapa[6] (San Cibrán)[4]
- Trobo[6] (Santa María)[4]
- Vega de Logares[6]
- Vieiro (San Antonio)[4][7]
- Vilar de Cuiña[6]
- Villabol (Santa María)[6]

### Demografía
Cuenta con una población de 3116 habitantes (INE 2024).
| Gráfica de evolución demográfica de A Fonsagrada entre 1842 y 2021 |
| |
| Población de derecho según los censos de población del INE Población de hecho según los censos de población del INEEn estos censos se denominaba Fonsagrada: 1842, 1857, 1860, 1877, 1887, 1897, 1900, 1910, 1920, 1930, 1940, 1950, 1960, 1970 y 1981 Entre el censo de 1930 y el anterior, disminuye el término del municipio porque independiza a 27035 (Negueira de Muñiz) |

| Evolución de la población de Fonsagrada - desde 1900 hasta 2022 -                                                                    |        |        |       |       |      |      |      |         |          |          |          |          |
| 1900 | 1930   | 1950   | 1981  | 2004  | 2007 | 2010 | 2011 | 2012    | 2013     | 2020     | 2021     | 2022     |
| 17.302 | 15.807 | 13.925 | 9.392 | 5.007 | 4949 | 4412 | 4309 | {{{9}}} | {{{10}}} | {{{11}}} | {{{12}}} | {{{13}}} |
| Fuentes: INE e IGE (Los criterios de registro censal variaron entre 1900 y 2011, y los datos del INE y del IGE pueden no coincidir.) |        |        |       |       |      |      |      |         |          |          |          |          |

## Camino primitivo de Santiago
El camino primitivo de Santiago entra a Galicia por Fonsagrada, entre sus hitos principales está el "Nuevo Real Hospital de Santiago de Montouto", un edificio medio arruinado, que estuvo habitado hasta mitad del siglo XX funcionando como hospedería gratuita para los escasos transeúntes que aún utilizaban ese histórico camino.
Este hospital tiene su origen en el "Viejo Real Hospital de Santiago de Montouto", fundado por mandato de Pedro I el Cruel y del cual apenas quedan, semienterradas la parte bajas de los lienzos en mitad de un pinar a medio kilómetro del nuevo.
El hospital da nombre a la sierra que recibe el nombre de "Serra do Hospital"
No obstante el Camino de Santiago primitivo se vincula al megalitismo de la zona, así el hospital actual está situado junto al Dolmen de montouto y el camino tradicional procedente de Buron pasa por el antigo "Palfito" de Xestoso, así como la "Loma das modorras" cerca de Laguaseca (o pico del Hospital)

## Ferias y fiestas tradicionales
Tiene particular tradición de celebrarse en Fonsagrada y sus aldeas el carnaval o Antroido. En los cuales se apagan las luces y se prenden grandes antorchas (llamados localmente, en gallego fachas) y se marcha en romería.
También a destacar la "Feria de septiembre", una de las más grandes y tradicionales ferias de ganado de toda la provincia de Lugo, no obstante debido al abandono de muchas pequeñas explotaciones ganaderas en las aldeas cercanas, perdió a finales del siglo XX su importancia llegando en la práctica a desaparecer algunos años.
La "Feria del emigrante" celebrada a primeros o mediados de agosto ha substituido en el calendario la importancia de las ferias de septiembre, se celebra un día de reunión con los emigrantes que nunca volvieron y que regresan todavía por vacaciones a su Galicia natal.
El 25 de julio, día de Galicia, se celebra además al lado del "Nuevo real hospital de Santiago de Montouto", en la parroquia de Padrón, en una capilla recientemente construida una romería en honor del apóstol Santiago

## Vegetación
Casi toda la comarca, salvo unas pocas aldeas, está situada en zonas de montaña, por lo que la vegetación es relativamente pobre y de tipo montañés atlántico con alguna influencia de tipo mediterráneo, si bien no se tiene registrado ningún quercus de tipo encina o alcornoque ni tampoco naranjos.
Destaca el pino (de repoblación), el pino negro autóctono está considerado en extinción en la comarca. De manera autóctona se pueden ver laurel, roble albar, castaños (probablemente de repoblación) y nogales y en forma arbustiva el tojo, zarza y también romero y arandanera, no es difícil tampoco encontrar pequeñas explotaciones de manzanos y otros frutales como ciruelas en las vegas bajas de los ríos. De manera aislada es posible ver algunos ejemplares de tejo.